# Nevid
Nevid (en allemand : Newid) est une commune du district de Rokycany, dans la région de Plzeň, en République tchèque. Sa population s'élevait à 180 habitants en 2021.

## Géographie
Nevid se trouve à 6 km au sud du centre de Rokycany, à 18 km à l'est-sud-est de Plzeň et à 74 km au sud-ouest de Prague.
La commune est limitée par Veselá au nord, par Mirošov à l'est, par Kakejcov et Kornatice au sud, par Milínov à l'ouest.

## Histoire
La première mention écrite du village date de 1227.

## Galerie

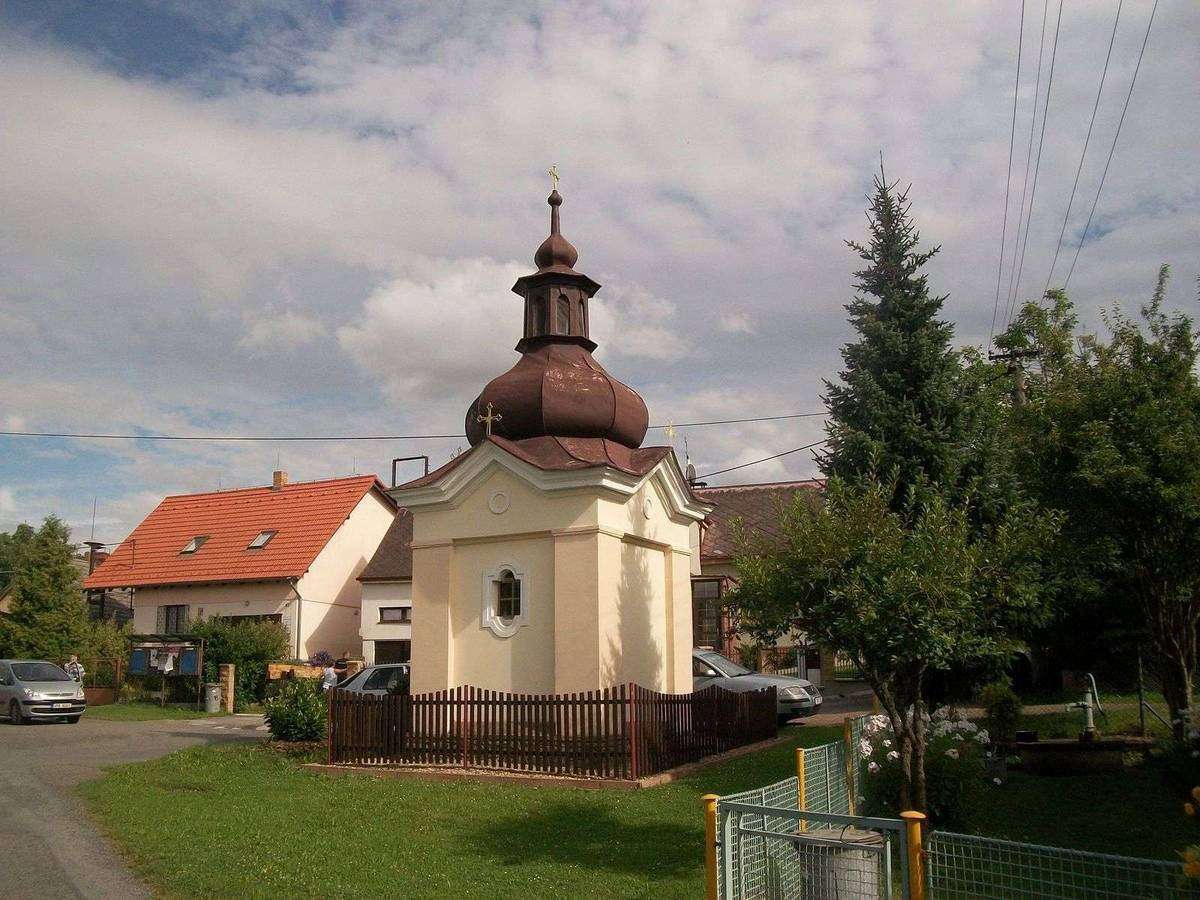
Chapelle à Nevid.
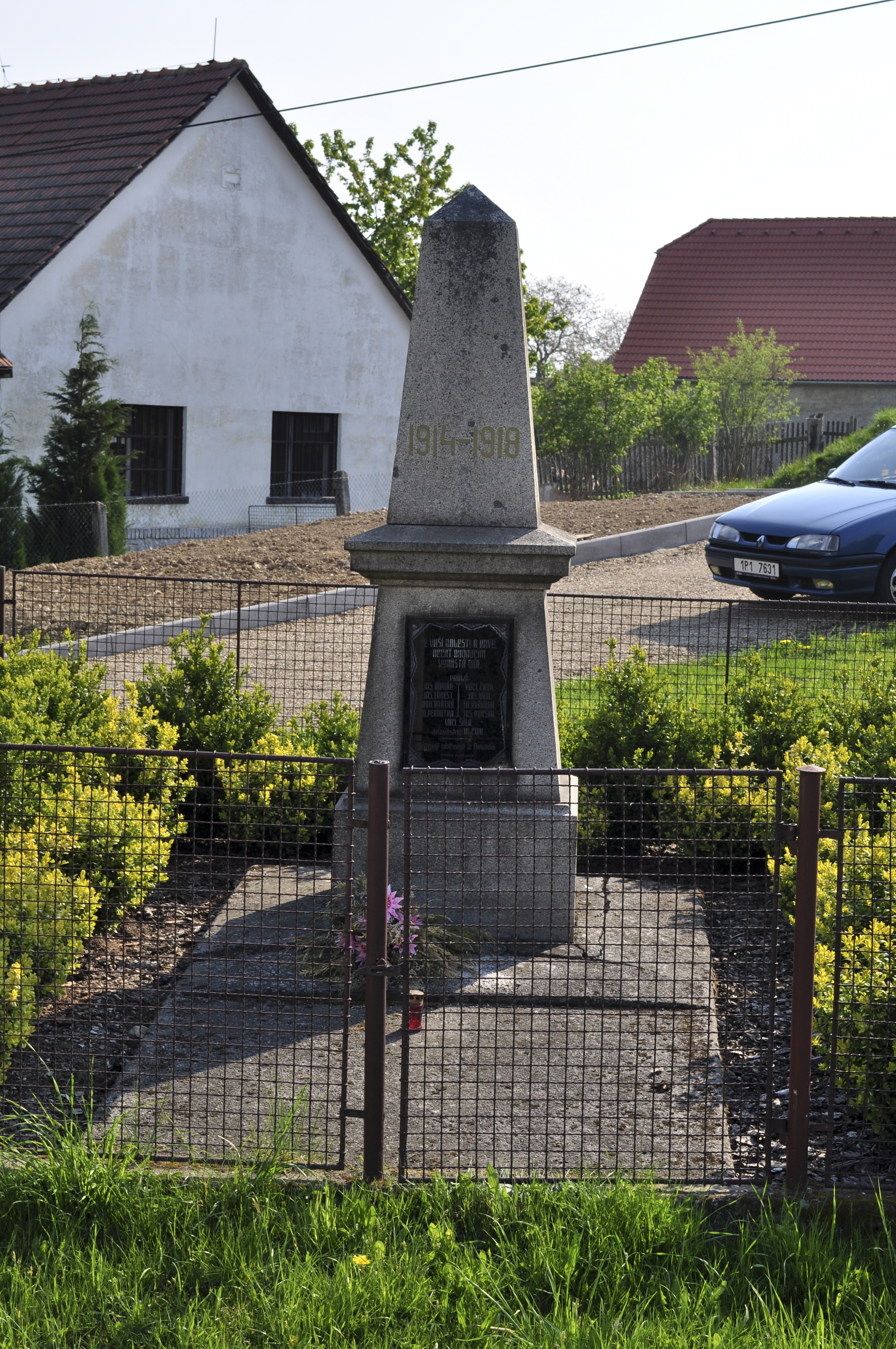
Nevid : monument aux morts.

## Transports
Par la route, Nevid se trouve à 7 km de Rokycany, à 25 km de Plzeň et à 88 km de Prague. 